# Sepiolinae

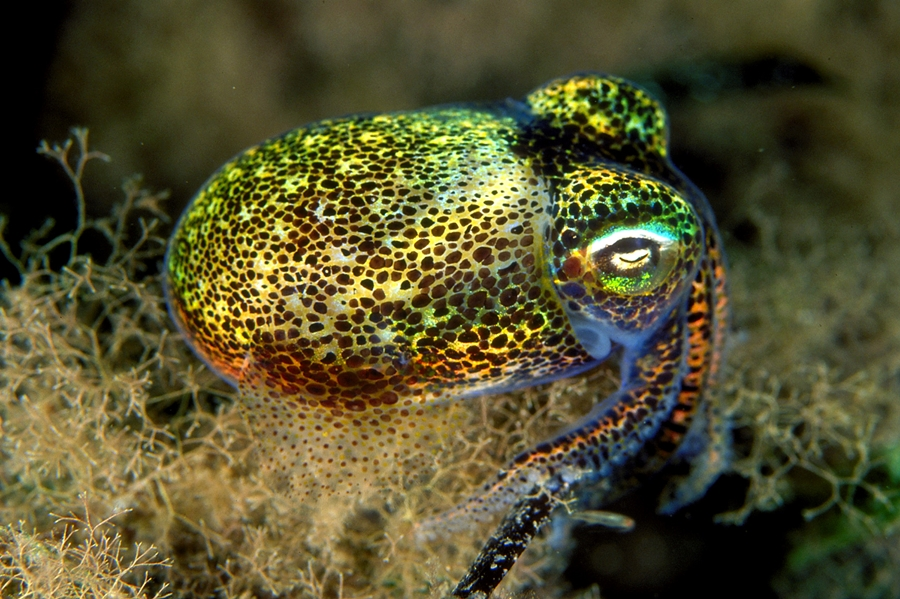
Euprymna tasmanica

Le Sepiolinae Leach, 1817 sono una sottofamiglia di molluschi cefalopodi appartenente alla famiglia Sepiolidae, comprendente cinque generi e più di trenta specie.

## Tassonomia
- Sottofamiglia Sepiolinae
  - Genere Euprymna
    - Euprymna albatrossae
    - Euprymna berryi
    - Euprymna hoylei
    - Euprymna hyllebergi
    - Euprymna morsei
    - Euprymna penares
    - Euprymna phenax
    - Euprymna scolopes
    - Euprymna stenodactyla
    - Euprymna tasmanica

  - Genere Inioteuthis
    - Inioteuthis capensis
    - Inioteuthis japonica
    - Inioteuthis maculosa

  - Genere Rondeletiola
    - Rondeletiola minor

  - Genere Sepietta
    - Sepietta neglecta
    - Sepietta obscura
    - Sepietta oweniana
    - Sepietta petersi

  - Genere Sepiola
    - Sepiola affinis
    - Sepiola atlantica
    - Sepiola aurantiaca
    - Sepiola birostrata
    - Sepiola intermedia
    - Sepiola knudseni
    - Sepiola ligulata
    - Sepiola parva
    - Sepiola pfefferi
    - Sepiola robusta
    - Sepiola rondeletii
    - Sepiola rossiaeformis
    - Sepiola steenstrupiana
    - Sepiola trirostrata